# Marziano Perosi
Marziano Perosi (Tortona, 20 oktober 1875 – Rome 21 februari 1959) was een Italiaans componist, organist en kapelmeester. 
Perosi was een broer van de priester en kapelmeester van de Sixtijnse Kapel don Lorenzo Perosi en van kardinaal Carlo Perosi, prefect van de H. Congregatie voor het Consistorie. Hij werkte aanvankelijk als kapelmeester bij het Heiligdom van de Heilige Maagd van de Rozenkrans in Pompei en later als assistent van zijn broer Lorenzo bij de Sixtijnse Kapel. Van 1930 tot 1949 was hij organist en kapelmeester van de Dom van Milaan. Als zijn belangrijkste werk geldt de opera Pompei uit 1912.

## Overige werk
- Spes nostra, cantate (1906)
- La Desolata, gewijde eligie in de vorm van een oratorium (1901)
- Sancte Micheal, hymne voor orkest, koor en solisten (1901)
- Spes nostra, cantate (1906)
- Jenny, opera (1913)
- Notte e giorno (of de triomf van het licht 1908 - 1920), voor koor, orkest en solisten

Daarnaast schreef Perosi drie symfonieën voor orkest en orgel, verschillende missen, motetten en geestelijke en wereldlijke liederen.
- Gemeinsame Normdatei: 116082003
- International Standard Name Identifier: 0000 0001 2024 3892
- Nationale Bibliotheek van Tsjechië: mzk2011645978
- Istituto Centrale per il Catalogo Unico: CFIV154584
- Virtual International Authority File: 40120868
- WorldCat: E39PBJxmG8cMmtpgymv8jMRBT3